# Чувам гласа ти
„Чувам гласа ти“ (на корейски: 너의 목소리가 들려; на английски: I Can Hear Your Voice) е южнокорейски сериал, който се излъчва от 5 юни до 1 август 2013 г. по SBS.

## Сюжет
Чанг Хье Сонг е обществен защитник с остър език. Тя няма близки приятели заради раздразнителния си и упорит характер, който е следствие от трудното ѝ детство. Животът ѝ се променя, когато среща Пак Су Ха, младеж със свръхестествената способност да чете мислите на другите хора, докато ги гледа в очите. Су Ха придобива способността си, след като става свидетел на убийството на баща си преди десет години. Смъртта на баща му първоначално е приета като автомобилна катастрофа, докато Хье Сонг, тогава момиче в гимназията, не дава решаващи показания в съда въпреки заплахите на убиеца. Оттогава Су Ха я търси.
Докато Хье Сонг работи със Су Ха и с полицаят, превърнал се в адвокат Ча Куан Ю, тя постепенно се отказва от стремежа си към пари и слава. Заедно, невероятният екип използва нетрадиционни методи за разрешаване на своите случаи.

## Актьори
- И Бо Йонг – Чанг Хье Сонг
- И Чонг Сок – Пак Су Ха
- Юн Санг Хьон – Ча Куан Ю
- И Да Хи – Со До Йон
- Чонг Унг Ин – Мин Джун Гук
- Юн Джу Санг – адвокат Шин Санг Док
- Ким Куанг Кю – съдия Ким Гонг Сук
- Ким Га Ън – Го Сонг Бин
- Пак Ду Шик – Ким Чунг Ки
- Ким Хе Сук – О Чун Шим